# جيمس بيرد (لاعب كريكت)
جيمس بيرد (بالإنجليزية: James Bird)‏ (19 نوفمبر 1808 - 20 فبراير 1876) هو لاعب كريكت بريطاني (وحمل سابقاً جنسية المملكة المتحدة لبريطانيا العظمى وأيرلندا).